# 帕鲁瓦 (杜省)
帕鲁瓦（法語：Paroy，法語發音：[paʁwa] ⓘ）是法国杜省的一个市镇，属于贝桑松区。

## 地理
帕鲁瓦（47°2'35"N, 5°52'54"E）面积4.37 平方千米，位于法国勃艮第-弗朗什-孔泰大區杜省，该省份为法国东部内陆省份，北起上索恩省，西接汝拉省，东部及东南部与瑞士接壤，东北部与贝尔福地区省接壤。
与帕鲁瓦接壤的市镇（或旧市镇、城区）包括：桑松、布雷尔、比村、谢村、龙绍。

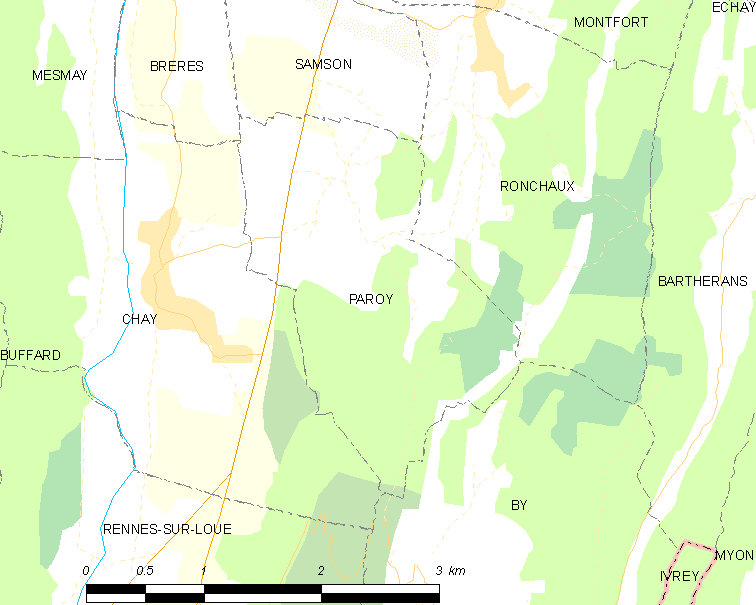
的OSM定位图

帕鲁瓦的时区为UTC+01:00、UTC+02:00（夏令时）。

## 行政
帕鲁瓦的邮政编码为25440，INSEE市镇编码为25445。

## 政治
帕鲁瓦所属的省级选区为圣维特县。

## 人口

1962-2008年间人口变化图示

帕鲁瓦于2022年1月1日时的人口数量为118人。